# Політичні партії Бутану
Бутан, який зробив перші рухи до демократії в 2007 році, має дві зареєстровані політичні партії:
- Народно-демократична партія Бутану
- Партія миру та процвітання.

## Офіційні партії
Народно-демократична партія була заснована 24 березня 2007 року. Партія миру та процвітання була заснована 25 липня 2007 року в результаті злиття Всенародної партії та Об'єднаної народної партії. Обидві ці партії були зареєстровані виборчою комісією Бутану (ВКБ). Тим не менш, заявка для реєстрації Об'єднаної народної партії Бутану (новоствореної в результаті виходу з Партії миру і процвітання) була відхилена ВКБ 27 листопада 2007 року.

## Інші партії
Наступні партії були засновані у вигнанні (багато з них через їх войовничість і причетність до терактів), визначені як екстремістські або терористичні групи:
- Комуністична партія Бутану (марксистсько-ленінсько-маоїстська)
- Народна партія Бутану (лідер Тек Натх Різал)
- Драконовий національний конгрес (англ. Druk National Congress; створений в столиці Непалу Катманду 16 червня 1994 року)
- Національно-демократична партія Бутану
- Демократична соціалістична партія Бутану
- Бутанський національно-ліберальний фронт гуркхів
- Бутанський національний конгрес
- Національна партія Бутану

26 серпня 2010 політичні партії Бутану у вигнанні сформували політичний блок на чолі з Ронгтонг Кунлей Дорджі (англ. Rongthong Kunley Dorji), лідером Драконове національного конгресу. Офіси блоку відкрилися в Катманду в листопаді 2010 року і, можливо, отримують підтримку від непальського уряду.